# Поцили
Поцѝли (на италиански: Pozzilli) е село и община в Централна Италия, провинция Изерния, регион Молизе. Разположено е на 235 m надморска височина. Населението на общината е 2407 души (към 2010 г.).